# Tiszynowo (obwód wołogodzki)
Tiszynowo (ros. Тишиново) – wieś w Rosji, w obwodzie wołogodzkim, w rejonie wołogodzkim. W 2010 roku liczyła 14 mieszkańców.